# ニューヨークフェスティバル
ニューヨークフェスティバル（New York Festivals）とは国連が共催する世界最大の広告の国際コンテストである。

## 特徴
創設は1957年。広告ビジネス中心の国際総合コンテストである。
ヨーロッパではカンヌライオンズ 国際クリエイティビティ・フェスティバル（仏・カンヌ）、アジア圏では、タイのパタヤで開かれるアジア太平洋広告祭が有名で、他世界各地でもさまざまな国際広告祭が開催され、現地には世界の一流クリエイターによる最先端の作品が集まるだけでなく、世界中から多くの人が集まることにより大きな経済効果をもたらしている。
国連が共催しており、公共広告部門に「国連賞」、TV番組部門には「ユネスコ賞」がある。
作品は世界各国より、公募にて集められている。

## 各部門
メディアごとに9部門あり、時期をずらして公募
- TV、Cinema & Radio Advertising Awards
- AME Awards
- Design,Print & Outdoor Advertising
- Film & Video Awards
- Interactive Awards
- Global Awards
- Television Programming & Promotion
- Radio Programming & Promotion Awards
- Mides Awards